# Großhennersdorf
Großhennersdorf è una frazione di 1 526 abitanti della città tedesca di Herrnhut, in Sassonia, nel circondario (Landkreis) di Görlitz (targa GR). Già comune autonomo, il 1º gennaio 2011 è stato accorpato a Herrnhut.